# Coloborhynchus
Coloborhynchus – rodzaj pterozaura żyjącego we wczesnej kredzie na terenach dzisiejszej Europy. Z pewnością do rodzaju można zaliczyć tylko jeden gatunek – gatunek typowy C. clavirostris, opisany przez Richarda Owena w 1874 roku. Holotypem jest część szczęki (kości przedszczękowe i być może części kości szczękowych) odkryte w osadach grupy Wealden w hrabstwie East Sussex w Wielkiej Brytanii. W przeszłości do rodzaju Coloborhynchus zaliczano szereg gatunków pterozaurów, których skamieniałości odkryto w Europie (C. capito, C. sedgwickii), Ameryce Południowej (C. spielbergi) i Ameryce Północnej (C. wadleighi); do rodzaju Coloborhynchus bywały też przenoszone południowoamerykańskie gatunki Anhanguera robustus, A. piscator i A. araripensis oraz afrykański gatunek Siroccopteryx moroccensis. Z badań Taissy Rodrigues i Alexandra Kellnera (2008, 2013) wynika jednak, że nie ma dowodów na to, że którykolwiek z tych gatunków reprezentuje ten sam rodzaj co C. clavirostris. Rodrigues i Kellner przenieśli C. wadleighi do odrębnego rodzaju Uktenadactylus, a C. sedgwickii uznali za możliwego przedstawiciela rodzaju Camposipterus. Z analizy filogenetycznej przeprowadzonej przez Andresa i Myersa (2013) wynika jednak, że C. clavirostris i C. wadleighi są taksonami siostrzanymi; na tej podstawie autorzy ponownie zaliczyli C. wadleighi do rodzaju Coloborhynchus.
Rozmiary przedniej części pyska Coloborhynchus capito (okazu NHMUK R481) sugerują, że zwierzę to mogło osiągać nawet 7 m rozpiętości skrzydeł, będąc tym samym największym znanym uzębionym pterozaurem (choć jego przynależność do rodzaju Coloborhynchus jest dyskusyjna; patrz wyżej).